# Campo 'S'
Il Campo 'S' di Taranto o campo sant'Andrea raccolse i prigionieri di guerra italiani e di altre nazionalità al termine del secondo conflitto mondiale.
Il Campo, sebbene demolito nel maggio del 1946, è ancora visibile ed è ubicato fra le masserie Caselle (nord-ovest), Torre Bianca (Sud-Est), Sant'Andrea (Sud) e Torre Rossa (sud-ovest). Attualmente sono riconoscibili i basamenti delle baracche, parte dell'impianto fognario e stradale, nonché i percorsi delle recinzioni: in particolare, dalle foto da satellite o da aerofoto, si può distinguere in maniera netta l'impianto del campo.

## Storia
Terminata la guerra, anche coloro ai quali era stato concesso l'onore delle armi nella resa, come i battaglioni della Xª Flottiglia MAS di Valerio Borghese, furono deportati, passando per la maggior parte dal campo di Afragola: dapprima fecero sosta per il riconoscimento al campo S di Taranto e poi furono deportati nel 211 POW Camp di Algeri, da dove gli italiani tornarono al campo 'S', dove nel frattempo, erano stati imprigionati uomini di altre nazionalità, il 23 febbraio 1946, cioè un anno dopo la fine del conflitto mondiale.
I prigionieri di guerra italiani restarono rinchiusi in recinti detti Pen, senza servizi igienici, senza cibo sufficiente, senza letti. Molti morirono. I più tornarono però a casa, quando gli inglesi decisero di abbandonare la custodia del campo e i comandi italiani non accettarono di mantenere i connazionali rinchiusi in quel campo, definito, dai giornali del tempo, "Il campo della fame".